# Lionel
Lionel to brydżowa konwencja licytacyjna opracowana przez nowozelandczyka Lionela Wrighta, jedna z wielu form obrony po otwarciu 1BA przeciwników. Lionel powstał jako obrona po słabym 1BA ale według autora konwencji można jej używać bez żadnych modyfikacji także po silnym otwarciu 1BA. Podstawowe założenia Lionela to:
1. Lepiej aby po kontrze na 1BA wartości znajdowały się w obu rękach obrońców, a nie w jednej.
2. Jeżeli przeciwnicy uciekają z kontry siłowej, to większość normalnie używanych metod jest często nieadekwatna i nie pozwala na dobrą ocenę sytuacji (kiedy kontrować, kiedy licytować).
3. Większość innych metod nie pozwala na znalezienie fitów 4-4 na niskiej wysokości.

Wejścia pierwszego obrońcy wyglądają następująco:
```
Kontra 11+
PH
, 4+ piki i 4+ karty w innym kolorze
2♣     11+PH, 4+ kiery i 4+ trefle
2
♦
     4+ kiery i 4+ kara
2
♥
/♠   Naturalne i nieforsujące
```

W sekwencji (1BA)-Kontra-(pas)-? drugi obrońca ma do dyspozycji następujące odzywki:
```
Pas    Karny, 10+PH
2♣     Do koloru partnera
2
♦
     Do koloru partnera, zazwyczaj 4+ kara
2
♥
     Naturalne i nieforsujące, bez fitu w pikach
2♠     Słabe z fitem
2BA    Inwitujące z fitem pik i bez bocznej krótkości
3♣/
♦
/
♥
 Inwitujące z fitem pik i krótkością w kolorze licytowanym
3♠     Blokujące
```

W sekwencjach (1BA)-2m-(pas)-? drugi obrońca licytuje następująco:
```
Pas          Do gry
2
♥
           Do gry
Nowy kolor   Naturalne i nieforsujące
2BA          Naturalne i inwitujące
Podniesienie Naturalne i inwitujące
3
♥
           Inwitujące
Skok         Naturalne i inwitujące
```

Lionel Wright wylicza następujące zalety własnej konwencji:
1. Można jej używać przeciwko słabemu i silnemu BA.
2. Daje możliwość zatrzymanie się nawet w kontrakcie dwa w kolorze młodszym.
3. Umożliwia szybkie i skuteczne znalezienie fitów.
4. Pozwala na ukarcenie 1BA w niektórych sytuacjach.
5. Nawet jeżeli 1BA staje się kontraktem ostatecznym, to fakt, że nie użyto Lionela daje pewne dodatkowe wskazówki.
6. Jest łatwa do zapamiętania.